# Мбабане
Мбаба́не (англ. Mbabane, свати Mbabane) — столица Королевства Эсватини (в 1903—1968 годах административный центр протектората Свазиленд). Административный центр округа Хохо.

## Этимология
Город унаследовал название местности, которое может быть приблизительно переведено как «долина быстрых ручьёв». По другой версии, город возник рядом с деревней, в которой был вождём Мбабане Кунене, и назван в его честь.

## География и климат
Город расположен на плато Хайвельд в предгорьях Драконовых гор на северо-западе Эсватини, в центральной части округа Хохо, занимая два окружных района — Восточный Мбабане и Западный Мбабане. Находится у впадения реки Полинджане в Мбабане, у подножья горы Мдимба на высоте 1150 м над уровнем моря.
| \| Показатель \| Янв. \| Фев. \| Март \| Апр. \| Май \| Июнь \| Июль \| Авг. \| Сен. \| Окт. \| Нояб. \| Дек. \| Год \| \| ----------------------------- \| ----- \| ----- \| ----- \| ---- \| ---- \| ---- \| ---- \| ---- \| ---- \| ----- \| ----- \| ----- \| ------ \| \| Средний суточный максимум, °C \| 24,9 \| 24,5 \| 24,1 \| 22,6 \| 21,4 \| 19,3 \| 19,8 \| 21,3 \| 23,2 \| 22,8 \| 22,5 \| 23,7 \| 20,8 \| \| Средний суточный минимум, °C \| 14,9 \| 14,5 \| 13,4 \| 11,0 \| 7,9 \| 4,7 \| 4,6 \| 6,6 \| 9,5 \| 11,3 \| 12,9 \| 14,2 \| 10,5 \| \| Норма осадков, мм \| 253,2 \| 224,6 \| 151,6 \| 87,9 \| 33,8 \| 19,4 \| 20,1 \| 35,1 \| 69,4 \| 141,9 \| 197,8 \| 206,9 \| 1441,7 \| |       |       |       |      |      |      |      |      |      |       |       |       |        |
| Показатель | Янв.  | Фев.  | Март  | Апр. | Май  | Июнь | Июль | Авг. | Сен. | Окт.  | Нояб. | Дек.  | Год    |
| Средний суточный максимум, °C | 24,9  | 24,5  | 24,1  | 22,6 | 21,4 | 19,3 | 19,8 | 21,3 | 23,2 | 22,8  | 22,5  | 23,7  | 20,8   |
| Средний суточный минимум, °C | 14,9  | 14,5  | 13,4  | 11,0 | 7,9  | 4,7  | 4,6  | 6,6  | 9,5  | 11,3  | 12,9  | 14,2  | 10,5   |
| Норма осадков, мм | 253,2 | 224,6 | 151,6 | 87,9 | 33,8 | 19,4 | 20,1 | 35,1 | 69,4 | 141,9 | 197,8 | 206,9 | 1441,7 |

## История
В 1750-е годы, согласно устной традиции, на месте современного городского района Далриач располагались краали для скота, надсмотр над которыми был поручен вождю Мбабане Кунене. Первое европейское поселение на транспортном пути, связывавшем Трансвааль и Мозамбик, основано около 1887 года. В 1902 году британцы, установившие протекторат над Свазилендом, разместили вблизи от крааля короля Мбадзени в Мбабане свои административные учреждения. Первый британский комиссар прибыл в Мбабане в 1907 году.
В 1920 году в резиденцию комиссара было проведено электричество. В 1930-е годы в городе, помимо электричества, действовали водопровод и телефонная связь, действовали школы и больница. До Второй мировой войны население Мбабане оставалось чисто европейским: коренным африканцам запрещалось селиться в городе, и они проживали в посёлках за городской чертой. В результате Мбабане оставался небольшим населённым пунктом без развитой промышленности.
Основание Центральной школы Мбабане в 1940 году и ремесленного училища в 1945 году привлекло в Мбабане коренное население Свазиленда и привело к росту города, превратившегося в коммерческий центр для окрестных регионов, основу экономики которых составляли сельское хозяйство и горнодобывающая промышленность. В 1964 году через Мбабане прошла железная дорога, связавшая его с Мапуту (Мозамбик) и предназначенная главным образом для вывоза железной руды, добывавшейся на руднике Нгвеня в Хайвельде (к настоящему времени добыча руды прервана).
Мбабане оставался административным центром протектората Свазиленд вплоть до 1968 года, когда была провозглашена независимость Свазиленда. С 1968 года Мбабане является столицей суверенного Свазиленда (в 2018 году государство переименовано в Эсватини). Город остаётся одной из самых малонаселённых столиц Африки: оценочное количество жителей в 2006 году составляло 78,7 тысячи человек, а в 2018 году 68 тысяч.

## Экономика
В городе находятся предприятия пищевой, швейной, металлообрабатывающей промышленности, обработка сельскохозяйственного сырья. Близ Мбабане ведётся разработка асбеста. Также здесь располагается фондовая биржа Эсватини и медицинский факультет Университета Эсватини.
Мбабане — транзитный центр, через который граждане Эсватини выезжают на работу в ЮАР. Город связан автомобильными дорогами с населёнными пунктами на северо-востоке ЮАР и железнодорожным сообщением с Мапуту (Мозамбик). Автомобильное сообщение имеется также с Манзини, в свою очередь также связанным с Мапуту.

## Культура
В столице базируются две ведущие футбольные команды Эсватини — «Мбабане Хайлендерс» и «Мбабане Своллоуз», — в общей сложности более 20 раз выигрывавшие национальное первенство. В Мбабане также действуют кампус Университета Эсватини, картинная галерея, галерея искусств и ремёсел «Индингилизи».

## Города-побратимы
- Форт-Уэрт, США[6]
- Тайбэй, Китайская Республика